# La Arena (Chile)
La Arena, es una localidad chilena ubicada en la Provincia del Huasco, Región de Atacama. De acuerdo a su población es una entidad que tiene el rango de  caserío. Se encuentra ubicado en la ribera sur del Río El Tránsito, próximo al poblado de El Tránsito, conforma parte de uno de los asentamientos del Valle de El Tránsito conocido antiguamente como Valle de los Naturales.

## Historia
Los antecedentes históricos de esta localidad son escasos.
La localidad de La Arena era parte de las explotaciones agrícolas ubicadas en la margen sur del Río El Tránsito y que debido a su proximidad al poblado de El Tránsito su historia está muy ligada a ella. 
En octubre de 1885 La Arena conformaba parte del territorio de la Subdelegación N° 7 de El Tránsito del Departamento de Vallenar.
Para 1899 esta localidad era un fundo.

Arena (La).- Fundo del departamento de Vallenar en el valle del río de los Naturales y cercano hacia el E. de la aldea del Tránsito.
 Francisco Astaburuaga, 1899

Después de la creación de la Parroquia de Huasco Alto en 1908, se construyeron varias capillas en los años siguientes, entre las que figura la localidad de La Arena.
En 1933 fue construida una capilla en propiedad de la familia de Dinalberto Vargas Marin. El padre Alonso García visitaba a caballo esta capilla hasta el año 1950 cuando fue semidestruida. Existía una imagen de la Virgen de Lourdes.
Actualmente existe un Oratorio dedicado a San José Obrero. Se celebra en esta localidad la Fiesta de San José Obrero el día 1 de mayo.
En 1979 se crea la Municipalidad de Alto del Carmen, con capital en el poblado del mismo nombre, del cual pasan a depender directamente los poblados de El Tránsito y La Arena, entre otros.

## Turismo
La localidad de La Arena constituye un punto de servicios entre el poblado de El Tránsito y la Quebrada de Pinte, desde este punto se pueden realizar caminatas hasta el borde del río y acceder la parte norte del mismo donde se encuentra una formación geológica que forma parte de las ubicadas poco más al sur en Quebrada de Pinte.
La Arena es un poblado netamente agrícola cuya principal producción es la uva de mesa de exportación.

## Accesibilidad y transporte
El Poblado de La Arena se ubica a 35 km al interior del poblado de Alto del Carmen, capital de la comuna y a 80 km al este de la ciudad de Vallenar.
Existe transporte público diario a través de buses de rurales desde el terminar rural del Centro de Servicios de la Comuna de Alto del Carmen, ubicado en calle Marañón 1289, Vallenar.
Si viaja en vehículo propio, no olvide cargar suficiente combustible en Vallenar antes de partir. No existen puntos de venta de combustible en la comuna de Alto del Carmen.
A pesar de la distancia, es necesario considerar un tiempo mayor de viaje, debido a que la velocidad de viaje esta limitada por el diseño del camino. Se sugiere hacer una parada de descanso en el poblado de Alto del Carmen para hacer más grato su viaje.
El camino es transitable durante todo el año, sin embargo es necesario tomar precauciones en caso de eventuales lluvias en invierno.

## Alojamiento y alimentación
En la comuna de Alto del Carmen existen pocos servicios de alojamiento formales en Alto del Carmen y en Chanchoquín Grande, se recomienda hacer una reserva con anticipación.
Próximo a El Tránsito existen algunos servicios de alojamiento rural en casas de familia en proceso de formalización.
En las proximidades a La Arena no hay servicios de Camping, sin embargo se puede encontrar algunos puntos rurales con facilidades para los campistas en El Tránsito y en Quebrada de Pinte.
Los servicios de alimentación son escasos, existiendo en Alto del Carmen, Chanchoquín Grande y en El Tránsito algunos restaurantes.
En muchos poblados como La Arena hay pequeños almacenes que pueden facilitar la adquisición de productos básicos durante su visita.

## Salud, conectividad y seguridad
El poblado de La Arena cuenta con servicio de electricidad, iluminación pública y red de agua potable.
En el sector de La Arena, próximo al cruce de Pinte existe una estación fluviométrica de la Dirección General de Aguas en el Río El Tránsito con datos desde el año 1964 a la fecha.
En el poblado de  El Tránsito existe un Retén de Carabineros de Chile y una Posta Rural dependiente de la Municipalidad de Alto del Carmen
Al igual que muchos poblados de la comuna, La Arena cuenta con servicio de teléfonos públicos rurales, existe además señal para teléfonos celulares.
El Municipio cuenta con una red de radio VHF en toda la comuna en caso de emergencias.

## Educación
En esta localidad se encuentra la Escuela La Arena G-68 “Gabriela Mistral”. Esta escuela atiende a 12 alumnos y a 13 adultos en nivelación enseñanza básica. Cuenta con un aula, una multicancha, comedor y cocina.
La escuela de la localidad de La Arena fue fundada el 7 de abril de 1969 con el nombre de “Escuela Javiera Carrera”, posteriormente en 1981 pasó a denominarse “Escuela G-68”; en agosto de 2004, bajo Decreto N°1020 pasó a denominarse “Escuela Gabriela Mistral”.